# Bateau de Haugvik
Le bateau de Haugvik (Haugvikbåten en Norvégien) constitue les plus anciens vestiges de bateau trouvés en Norvège (Ier ou IIe siècle av. J.-C.), conservés au Musée des Sciences de Trondheim (Vitenskapsmuseet), il est seulement constitué de quelques vestiges datant de l'Âge du fer Romain. Ils ont été découverts dans une tourbière de la ferme "Haugvik" dans la municipalité de Sømna, district Helgeland du comté de Nordland.

## La découverte
La découverte des vestiges du bateau a eu lieu en plusieurs occasions, ces faits ajoutés à des soucis de préservation rendent d'ailleurs difficile une datation précise.
La première découverte a lieu dans les années 1920 lorsque des morceaux de bois sont apparus lors du creusement d'un fossé de drainage dans une tourbière, la date exacte ainsi que le nom du découvreur sont inconnus car celui-ci n'a pas rendu publique sa découverte de même que l'ampleur de celle-ci.
En 1931, Ole Haugvik le propriétaire du lieu redécouvre les vestiges dans un couche de gravier sous la tourbe à une profondeur de 70 à 80 cm lors d'une "récolte"de tourbe. Il fait placer les pièces du bateaux dans un Stabbur (un grenier reposant sur des piliers) et fait recouvrir par frottement les pièces d'une matière proche du goudron.
En juillet 1941, un contact régional du Musée d'Histoire Naturelle et d'Archéologie de Trondheim (NTNU) examine enfin les pièces et procède, pour une raison inconnue, à la découpe en deux du meilleur vestige. Les deux parties sont envoyées en 1942 au muséum de Trondheim où, après inventaire et inspection, des fouilles plus approfondies sont décidées. Celles-ci sont effectuées en 1943 et permettent de redécouvrir des morceaux qui avaient été exposés lors de la première découverte des années 1920. Ceux-ci sont cependant en très mauvais état, et plus rien ne sera découvert jusqu'en 1944.
En 2006, le Musée d'Histoire Naturelle et d'Archéologie de Trondheim lance une étude archéologique et paléobotanique du site afin d'avoir plus d'informations afin :
- De savoir si plus de pièces existent ou ont existé, de découvrir des pièces mieux conservées ou en bois jeune afin de pouvoir effectuer une datation au carbone-14, jusqu'ici seules de petites parties en très mauvais état ont été trouvées (pièces remuées par Ole Haugvik en 1931) ainsi qu'une partie probablement de la lisse de pavois.
- De déterminer les circonstances des découvertes antérieurs.
- D'avoir une idée grâce à la paléobotanique du milieu où se trouvait le bateau. Actuellement la tourbière est a 300 mètres du rivage, à 10-12 mètres d'altitude, une estimation du déplacement de la côte indique que le bateau a été à l'époque déposé ou abandonné près du rivage. L'étude paléobotanique bien que n'étant pas terminée indique néanmoins la fin de la formation de la tourbière entre 20 B.C et 40 A.D et que le bateau s'est trouvé dans de l'eau douce avant la formation de tourbe.

## Les Vestiges
Peu de vestiges sont donc disponibles
- 2 planches travaillées, probablement des virures, avec la présence de taquets semblant indiquer la présence de couples.
  - La plus grande et la mieux conservé est celle qui a été coupé en deux, elle est en pin (pinus sylvestris) mesure 2,05 mètres de long sur 23 cm de large pour une épaisseur comprise entre 1,5 et 1,8 cm. Quatre taquets sculptés  sont visibles en deux rangées distantes de 98 cm de trou à trou, chaque taquet est espacé de 11,5 cm de celui de sa propre rangée, les taquets font 30 cm de long sur 3 cm de large avec une épaisseur maximal de 4 cm au centre. Les trous sur les taquets sont sculptés (et non percés) d'environ 2 cm de côté. Cette planche présente de nombreuses traces d'outils, ceux-ci avait une lame de 1,5 à 1,7 cm pour les parties standards et de 1 à 1,2 cm pour les taquets plus finement travaillés, une estimation donne environ 4500 coup de hache au mètre carré.
  - L'autre planche, bien moins bien conservée, également en pin (pinus sylvestris) mesure 1,49 mètre de long pour 18 cm de large, l'épaisseur identique à la grande planche, ainsi que la présence de deux taquets quasi identiques semble indiquer qu'il s'agit également d'un vestige de virure.

- une planche en pin (pinus sylvestris) d'une longueur de 84 cm pour 6 à 7 cm de large et 5 cm d'épaisseur, bien que mal conservé on peut constater que la section est un rectangle allongé, plat d'un côté et courbe de l'autre. Deux chevilles, une en pin (pinus sylvestris) et l'autre en saule (Salix Caprea) ou tremble (Populus Tremula) ), se trouvent dans deux trous rectangulaires (1,9 cm sur 1 cm), un proche du centre et l'autre à une extrémité, distant de 37 cm. Il s'agit probablement d'une lisse de pavois.

- Quatre pièces très abîmées ne permettent pas de savoir précisément leurs places et fonctions, mais il s'agit probablement de restes de couples.

- Les pièces découvertes en 2006 en pin (pinus sylvestris), environ 50, ont permis de reconstituer une planche de 1,14 mètre sur 33 cm de large pour une épaisseur variant entre 1,5 et 2 cm. La qualité du travail et la présence de traces de taquet semble placer cette planche comme une virure supérieure du bateau.

## Une datation problématique
Dès leurs découvertes, les vestiges ont été supposés pouvoir être préhistoriques. Lors des années 1070 et 1980 des études comparatives avec les bateaux de Nydam & Halsnøy l'ont plutôt placé à la période soit romaine, soit des migrations de l'âge du Fer, par la comparaison des nombres de taquets par rangée entre Hjortspring (3) et Nydam ou Halsnøy (2).
Lors des études de 2006, quatre prélèvements furent effectués en vue d'une datation au Carbone-14.
- La première datation sur un des morceaux des couples supposé a donné un résultat entre 840 et 540 B.C. Les conditions de conservation mais aussi la présence de matière semblable à du goudron, et la discordance avec la datation du milieu où ont été trouvés les vestiges, a nécessité une nouvelle datation.
- Cette seconde datation a été effectuée sur un taquet appartenant à la grande planche, celle sciée en deux, un échantillon a été foré. On a obtenu une datation entre 780 et 420 B.C.

Il a été donc décidé d'effectuer également une datation sur les vestiges découverts en 2006.
- Un prélèvement sur un des fragments constituant la planche de 1,14 m a donné une datation égale à 390 à 230 B.C.
- Un autre prélèvement sur la supposée lise de pavois a indiqué lui une ancienneté de 195 à 110 B.C.

L'étude paléobotanique confirma cette période ajouté au fait que le bateau ne peut pas être plus vieux que sa plus jeune partie, le bateau est donc du Ier ou IIe siècle av. J.-C.

## De la nature de ce bateau
Le Bateau de Haugvik devrait-il être rebaptisé en pirogue d'Haugvik?
Certains spécialistes, comme Crumiln-Pedersen, pensent que les vestiges découverts sont ceux d'une pirogue. Ils s'appuient sur le recul de la datation du bateau de l'Âge Romain du Fer à celui de Pré-Romain ainsi que l'absence de preuve de joint, néanmoins d'autres font remarquer que le sens des cernes du bois par exemple sont compatibles avec la construction d'un bateau en planches et non à celle d'une pirogue.
Sans le prouver, les vestiges découverts étant trop parcellaires, le bateau d'Haugvik montre néanmoins la construction d'un bateau en planches sur la côte norvégienne dès l'âge du fer préromain possible.